# Johann Amadeus Wendt
Johann Amadeus Wendt (29 settembre 1783 – 15 dicembre 1836) è stato un filosofo, compositore e teorico della musica tedesco.

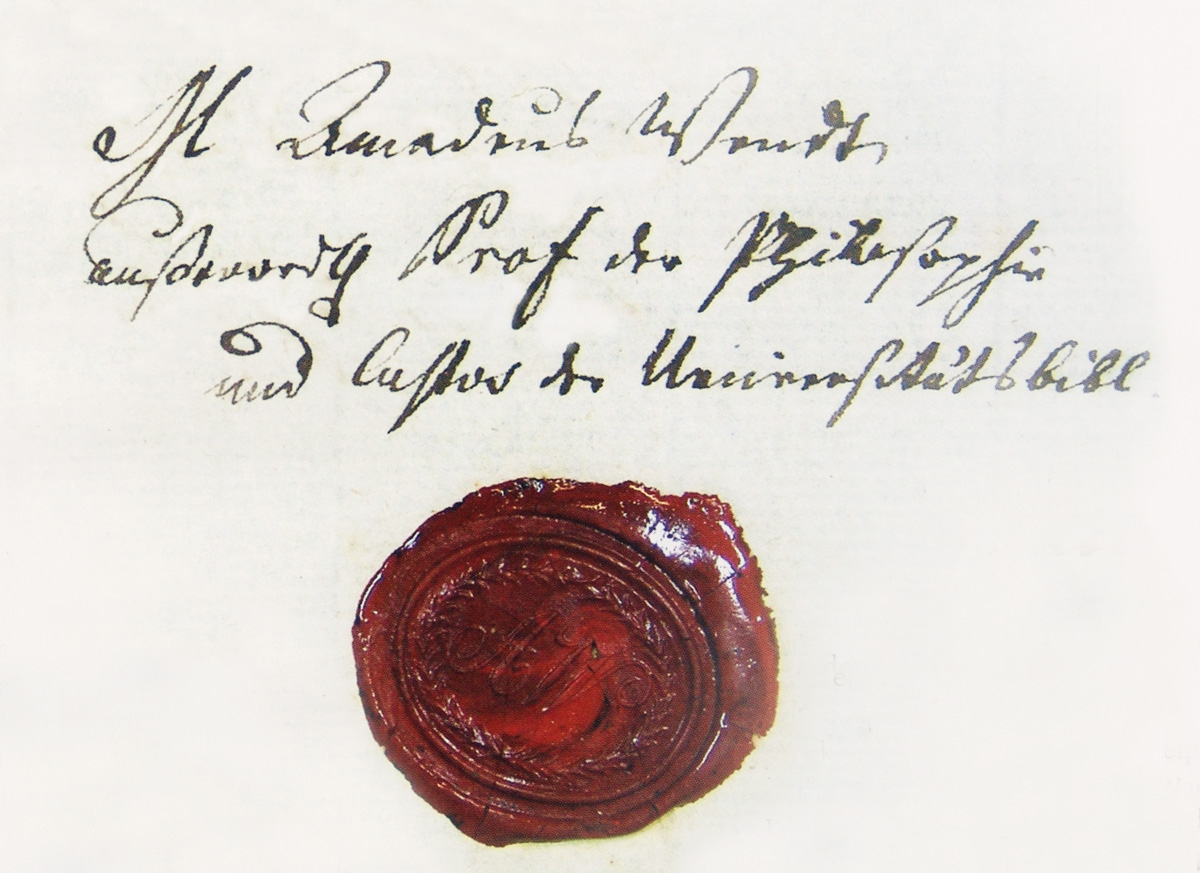
autografo di Wendt

Anche se venne incoraggiato dalla sua famiglia a studiare teologia, studiò invece filosofia e filologia all'Università di Lipsia, e seguì le lezioni dello psicologo Friedrich August Carus. 
Professore di filosofia a Gottinga, fu il primo che coniò il termine "periodo classico" a proposito dell'età di Haydn, Mozart e Beethoven.